# Tot Pond
Der Tot Pond (englisch für Schlückchentümpel) ist ein Tümpel im ostantarktischen Viktorialand. Er ist der kleinere und westlichere zweier zugefrorener Tümpel im Talgrund des Alatna Valley in der Convoy Range. Er wird gespeist durch den Überlauf des benachbarten Rum Pond.
Der Tümpel gehört zu einer Reihe von geographischen Objekten in der Convoy Range, deren Namen in Verbindung zur Seefahrt stehen. „Tot“ ist die im englischsprachigen Seemannsjargon übliche Bezeichnung für eine kleine Menge Rum. Die Benennung erfolgte durch eine Mannschaft des New Zealand Antarctic Research Programme, die zwischen 1989 und 1990 in diesem Gebiet tätig war.